# Spiradiclis napoensis
Spiradiclis napoensis är en måreväxtart som beskrevs av Ding Fang och Z.M.Xie. Spiradiclis napoensis ingår i släktet Spiradiclis och familjen måreväxter. Inga underarter finns listade i Catalogue of Life.